# Даргоар
Даргоар (фр. Dargoire) насеље је и општина у источној Француској у региону Рона-Алпи, у департману Лоара која припада префектури Сент Етјен.
По подацима из 2011. године у општини је живело 468 становника, а густина насељености је износила 243,75 становника/km². Општина се простире на површини од 1,92 km². Налази се на средњој надморској висини од 245 метара (максималној 335 m, а минималној 189 m).

## Демографија
| 1962. | 1968. | 1975. | 1982. | 1990. | 1999. | 2011. |
| ----- | ----- | ----- | ----- | ----- | ----- | ----- |
| 108   | 111   | 159   | 289   | 428   | 409   | 468   |

График промене броја становника у току последњих година